# Hafenschule Nordenham
Die ehemalige Hafenschule Nordenham, Pestalozzistraße 1, im niedersächsischen Nordenham im Landkreis Wesermarsch stammt vom Anfang des 20. Jahrhunderts.

Aktuell (2023) wird sie von der benachbarten Oberschule I (OBS1), Pestalozzistraße 9, genutzt.
Das Gebäude steht unter Denkmalschutz (siehe auch Liste der Baudenkmale in Nordenham).

## Beschreibung und Geschichte
Das zweigeschossige elfachsige verputzte Gebäude mit Walmdächern mit vier Giebelgauben, dem rechten höheren quadratische Gebäudeteil mit der Aula, dem linken Flügel und dem außermittigen dreigeschossigen Giebelrisalit mit Mansarddach und dem Eingang sowie den eckigen Fenstern mit Faschen als Rahmung wurde 1912 als vierte Volksschule in Nurdeham gebaut.
Das Landesdenkmalamt befand zur Bedeutung: „… geschichtlich, wissenschaftlich …“
Von 1945 bis 1950 wurde die Pestalozzischule als Förderschule im Gebäude der Hafenschule untergebracht. Ab 1951 war hier eine Grundschule. Später wurden hier Klassen der Realschule I untergebracht. Das Gebäude wurde 2005 saniert.
In der zumeist vierzügigen Oberschule I (OBSI) an der Pestalozzistraße 1 und 9 werden die Jahrgänge der Klassen 5 bis 10 unterrichtet. 1953 wurde die Schule als Mittelschule gegründet und 1962 als vollausgestaltete Mittelschule (seit 1965 Realschule I) anerkannt, die in der Pestalozzistraße 9 ihre Neubauten erhielt. 1974 verlor die Klassen 5 und 6. Diese Klassen kehrten 2004 mit Auflösung der Orientierungsstufe zurück. Die Realschule wurde 2012 zur Oberschule umgewandelt. Um 2023 waren rund 60 Mitarbeiter und rund 580 Kinder an der Schule.
Die Neuapostolische Kirche Wesermarsch nutzte zwischen 1948 und 1964 die Aula der Hafenschule.